# Antiochos (Sohn des Echekratides)
Antiochos (altgriechisch Ἀντίοχος Antíochos; † zwischen 520 und 515 v. Chr.), Sohn des Echekratides II. und der Dyseris, war ein Fürst in Thessalien im 6. vorchristlichen Jahrhundert.
Von Aischines wurde Antiochos als „König aller Thessaler“ bezeichnet, womit wohl eher das Amt des obersten Feldherrn des thessalischen Bundes (tagos) gemeint war. Dieses Amt wurde in der antiken Geschichtsschreibung häufig mit dem eines De-facto-Herrschers gleichgesetzt. Seine Frau Thargelia von Milet soll nach seinem Tod noch 30 Jahre als „Königin von Thessalien“ regiert und 480 v. Chr. den durch Thessalien ziehenden Xerxes I. bewirtet haben. Davon ausgehend wird Antiochos’ Amtszeit auf etwa 520 v. Chr. datiert.
Väterlicherseits stammte Antiochos vermutlich von dem Geschlecht der Aleuaden ab, wobei die Echekratiden einen Seitenzweig darstellten. Diese Annahme basiert auf einer Bemerkung zu den Idyllen des Theokritos, der von einem „Palast des Antiochos und des Aleuas“ schrieb. Weiterhin wurde sein Onkel Skopas II. von Krannon, dessen Mutter von den Echekratiden abstammte, von dem römischen Autor Ovid als sanguis Aleuae („vom Blut des Aleuas“) bezeichnet, was letztlich auch auf Dyseris zutreffen muss. Aleuaden und Echekratiden haben sich also im 6. Jahrhundert v. Chr. die Herrschaft über einen Palast (den von Larisa) geteilt, was auf eine gemeinsame Verwandtschaft schließen lässt. Im folgenden Jahrhundert kam zu dieser Herrschaft auch Pharsalos hinzu.
Zwischen den Jahren 520 und 515 v. Chr. wurde Antiochos gemeinsam mit seinem Onkel Skopas II. während eines Festmahls in Krannon von dem herabstürzenden Dach der Festhalle getötet. Der anwesende Dichter Simonides von Keos schrieb für seine Mutter ein Klagelied (threnos), in dem sein Tod betrauert wird.
Antiochos’ Sohn war vermutlich der in der ersten Hälfte des 5. Jahrhunderts v. Chr. als tagos amtierende Echekratides III.